# Ashoka
Ashoka (født 304 f.kr., død 233 f.kr) var en indisk kejser af Maurya-dynastiet.
Han var en mægtig general og erobrer men efter en særlig blodig krig i Kalinga blev han omvendt til buddhismen. Han kundgjorde sin nye tro med indskrifter over hele Indien og sendte missionærer til udlandet, blandt andet til det hellenistiske rige i Vesten og Sri Lanka.